# Simeone Tagliavia d'Aragona
Simeone Tagliavia d'Aragona (Veziano, 20 maggio 1550 – Roma, 20 maggio 1604) è stato un cardinale e arcivescovo cattolico italiano.

## Biografia
Simeone Tagliavia d'Aragona nacque il 20 maggio 1550 al Castello di Veziano, feudo della sua famiglia, in Sicilia, diocesi di Mazara. Era figlio di Carlo Tagliavia d'Aragona, duca di Terranova, principe di Castelvetrano, viceré di Sicilia e Catalogna, e di Margherita Ventimiglia. Era inoltre pronipote di Pietro Tagliavia d'Aragona (1553). Viene talvolta indicato nelle varianti di Simone o d'Aragonia.
Intrapresi gli studi ecclesiastici, si iscrisse all'Università di Alcalá de Henares, ottenendo il dottorato in teologia e filosofia, trasferendosi in Spagna all'età di 17 anni.
Ancora giovane, qui divenne abate e solo successivamente ottenne gli ordini ecclesiastici.
Creato cardinale diacono nel concistoro del 12 dicembre 1583, non prese parte al conclave del 1585 che elesse papa Sisto V, ma ricevette la porpora cardinalizia e la diaconia di Santa Maria degli Angeli il 20 maggio 1585. Nominato Vice-protettore di Spagna per conto della Santa Sede nel maggio di quello stesso anno, partecipò al primo conclave del 1590 che elesse papa Urbano VII, partecipando dopo poco tempo anche al secondo conclave che elesse papa Gregorio XIV. Nel 1591 prese parte al conclave che elesse papa Innocenzo IX e l'anno successivo a quello che elesse papa Clemente VIII. Optò quindi per il titolo di Sant'Anastasia il 9 dicembre 1592, cambiò poi in favore del titolo di San Girolamo degli Schiavoni il 18 agosto 1597 e poi per quello di Santa Prassede dal 21 febbraio 1600. Eletto cardinale protopresbitero, optò per il titolo di San Lorenzo in Lucina il 30 agosto 1600.
Fu commendatario dell'Abbazia di Sant'Albino a Mortara.
Oltre alla carriera ecclesiastica, in questo periodo scrisse libri su temi ecclesiastici, pubblicando le Constitutiones pro cleri et populi reformatione, i Sermones sacri in synodis habiti e la Explanatio nonullorum decretorum pontificium, tutti di stampo controriformista, in piena armonia con il clima post-tridentino.
Per il suo impegno a favore della controriforma e per i suoi meriti, venne eletto cardinale-vescovo di Albano il 17 giugno 1602, venendo quindi consacrato vescovo. Successivamente, il 19 febbraio 1603, passò alla sede suburbicaria di Sabina.
Simeone Tagliavia d'Aragona morì il giorno del suo 54º compleanno, il 20 maggio 1604 a Roma e venne sepolto nella Chiesa del Gesù di Roma, affidata ai gesuiti dei quali era stato fervente sostenitore.

## Genealogia episcopale e successione apostolica
La genealogia episcopale è:
- Cardinale Guillaume d'Estouteville, O.S.B.Clun.
- Papa Sisto IV
- Papa Giulio II
- Cardinale Raffaele Sansone Riario
- Papa Leone X
- Papa Paolo III
- Cardinale Francesco Pisani
- Cardinale Alfonso Gesualdo di Conza
- Papa Clemente VIII
- Cardinale Simeone Tagliavia d'Aragona

La successione apostolica è:
- Vescovo Sasbout Vosmeer (1602)
- Arcivescovo Jean Richardot (1603)

## Ascendenza
|                                                         |                                               |                                                         | Genitori                                                        |  |  | Nonni |  |  | Bisnonni                                                      |  |  | Trisnonni                                                        |  |
|                                                         |                                               |                                                         |                                                                 |  |  |       |  |  | 8. Giovanni Vincenzo Tagliavia Amato, barone di Castelvetrano |  |  | 16. Giovanni Antonio Tagliavia Emanuele, barone di Castelvetrano |  |
|                                                         |                                               |                                                         |                                                                 |  |  |       |  |  | 8. Giovanni Vincenzo Tagliavia Amato, barone di Castelvetrano |  |  | 16. Giovanni Antonio Tagliavia Emanuele, barone di Castelvetrano |  |
|                                                         |                                               | 17. Eufemia Amato Termini                               |                                                                 |  |  |       |  |  | 8. Giovanni Vincenzo Tagliavia Amato, barone di Castelvetrano |  |  |                                                                  |  |
| 4. Giovanni Tagliavia d'Aragona, marchese di Terranova  |                                               |                                                         |                                                                 |  |  |       |  |  | 8. Giovanni Vincenzo Tagliavia Amato, barone di Castelvetrano |  |  |                                                                  |  |
|                                                         |                                               | 9. Beatrice d'Aragona                                   | 18. Gaspare Federico d'Aragona Cruyllas, barone di Avola        |  |  |       |  |  |                                                               |  |  |                                                                  |  |
|                                                         |                                               | 9. Beatrice d'Aragona                                   | 18. Gaspare Federico d'Aragona Cruyllas, barone di Avola        |  |  |       |  |  |                                                               |  |  |                                                                  |  |
|                                                         |                                               | 9. Beatrice d'Aragona                                   | 19. Chiara d'Aragona                                            |  |  |       |  |  |                                                               |  |  |                                                                  |  |
| 2. Carlo d'Aragona Tagliavia, principe di Castelvetrano |                                               | 9. Beatrice d'Aragona                                   |                                                                 |  |  |       |  |  |                                                               |  |  |                                                                  |  |
|                                                         |                                               | 10. Carlo d'Aragona, barone di Avola                    | 20. Gaspare Federico d'Aragona Cruyllas, barone di Avola (= 18) |  |  |       |  |  |                                                               |  |  |                                                                  |  |
|                                                         |                                               | 10. Carlo d'Aragona, barone di Avola                    | 20. Gaspare Federico d'Aragona Cruyllas, barone di Avola (= 18) |  |  |       |  |  |                                                               |  |  |                                                                  |  |
|                                                         |                                               | 10. Carlo d'Aragona, barone di Avola                    | 21. Chiara d'Aragona (= 19)                                     |  |  |       |  |  |                                                               |  |  |                                                                  |  |
| 5. Antonia Concessa d'Aragona, baronessa di Avola       |                                               | 10. Carlo d'Aragona, barone di Avola                    |                                                                 |  |  |       |  |  |                                                               |  |  |                                                                  |  |
|                                                         |                                               | 11. Giulia Alliata Settimo                              | 22. Mariano Alliata Tagliavia, signore di Giuliana              |  |  |       |  |  |                                                               |  |  |                                                                  |  |
|                                                         |                                               | 11. Giulia Alliata Settimo                              | 22. Mariano Alliata Tagliavia, signore di Giuliana              |  |  |       |  |  |                                                               |  |  |                                                                  |  |
|                                                         |                                               | 11. Giulia Alliata Settimo                              | 23. Elisabetta Settimo Ciampolini                               |  |  |       |  |  |                                                               |  |  |                                                                  |  |
| 1. Simeone Tagliavia d'Aragona                          |                                               | 11. Giulia Alliata Settimo                              |                                                                 |  |  |       |  |  |                                                               |  |  |                                                                  |  |
|                                                         | 12. Enrico IV Ventimiglia, marchese di Geraci | 24. Antonio Ventimiglia, marchese di Geraci             |                                                                 |  |  |       |  |  |                                                               |  |  |                                                                  |  |
|                                                         | 12. Enrico IV Ventimiglia, marchese di Geraci | 24. Antonio Ventimiglia, marchese di Geraci             |                                                                 |  |  |       |  |  |                                                               |  |  |                                                                  |  |
|                                                         | 12. Enrico IV Ventimiglia, marchese di Geraci | 25. Margherita Clermont Orsini                          |                                                                 |  |  |       |  |  |                                                               |  |  |                                                                  |  |
| 6. Simone I Ventimiglia, marchese di Geraci             | 12. Enrico IV Ventimiglia, marchese di Geraci |                                                         |                                                                 |  |  |       |  |  |                                                               |  |  |                                                                  |  |
|                                                         |                                               | 13. Eleonora de Luna Cardona, contessa di Caltabellotta | 26. Antonio de Luna Peralta, conte di Caltabellotta             |  |  |       |  |  |                                                               |  |  |                                                                  |  |
|                                                         |                                               | 13. Eleonora de Luna Cardona, contessa di Caltabellotta | 26. Antonio de Luna Peralta, conte di Caltabellotta             |  |  |       |  |  |                                                               |  |  |                                                                  |  |
|                                                         |                                               | 13. Eleonora de Luna Cardona, contessa di Caltabellotta | 27. Beatrice Cardona Villena                                    |  |  |       |  |  |                                                               |  |  |                                                                  |  |
| 3. Margherita Ventimiglia                               |                                               | 13. Eleonora de Luna Cardona, contessa di Caltabellotta |                                                                 |  |  |       |  |  |                                                               |  |  |                                                                  |  |
|                                                         |                                               | 14. Guglielmo Raimondo VI Moncada, conte di Adernò      | 28. Giovanni Tommaso Moncada, conte di Adernò                   |  |  |       |  |  |                                                               |  |  |                                                                  |  |
|                                                         |                                               | 14. Guglielmo Raimondo VI Moncada, conte di Adernò      | 28. Giovanni Tommaso Moncada, conte di Adernò                   |  |  |       |  |  |                                                               |  |  |                                                                  |  |
|                                                         |                                               | 14. Guglielmo Raimondo VI Moncada, conte di Adernò      | 29. Raimondetta Ventimiglia Chiaramonte                         |  |  |       |  |  |                                                               |  |  |                                                                  |  |
| 7. Elisabetta Moncada                                   |                                               | 14. Guglielmo Raimondo VI Moncada, conte di Adernò      |                                                                 |  |  |       |  |  |                                                               |  |  |                                                                  |  |
|                                                         |                                               | 15. Contissella Moncada Esfar                           | 30. Antonio II Moncada, conte di Caltanissetta                  |  |  |       |  |  |                                                               |  |  |                                                                  |  |
|                                                         |                                               | 15. Contissella Moncada Esfar                           | 30. Antonio II Moncada, conte di Caltanissetta                  |  |  |       |  |  |                                                               |  |  |                                                                  |  |
|                                                         |                                               | 15. Contissella Moncada Esfar                           | 31. Estefania di Esfar                                          |  |  |       |  |  |                                                               |  |  |                                                                  |  |
|                                                         |                                               | 15. Contissella Moncada Esfar                           |                                                                 |  |  |       |  |  |                                                               |  |  |                                                                  |  |